# Palmerswaard
De Palmerswaard is een uiterwaard langs de Nederrijn vlak bij Rhenen, die grenst aan de Utrechtse Heuvelrug. De Palmerswaard vormt een ecologische schakel tussen de Blauwe Kamer en de uiterwaarden bij Elst en Amerongen. 
De Palmerswaard wordt in het zuiden begrensd door de Nederrijn, in het noorden door de bebouwing van de Utrechtsestraatweg en in het oosten door de Veerweg. De overgang tussen hoog en laag wordt gevormd door een steilrand die tot 10 meter hoog is. Aan de voet van de steilrand komt schoon kwelwater van de Heuvelrug aan de oppervlakte. Door daling van het grondwaterpeil op de Heuvelrug verminderde deze kwelstroom.

## Geschiedenis
De Palmerswaard ontstond toen de Rijn zich sinds de middeleeuwen in zuidelijke richting verlegde. De ingedijkte uiterwaard werd door een watermolen drooggemalen. Het gebied werd daarna gebruikt als weidegrond. Aan de overkant van de Rijn, in de Betuwe, staat aan de Rijndijk vlak bij de Klokkenwaaij nog een soortgelijke watermolen.

De naam "Palmerswaard" komt van de invloedrijke familie "Palmer(t)s", die reeds in de 17e eeuw voorkwam in Rhenen.
Sinds de jaren '70 van de twintigste eeuw ligt in het gebied vervuild baggerslib opgeslagen, afkomstig van de stuw bij Amerongen. In het westelijk deel werd in 1992 en 1999 een deel uitgegraven voor kleiwinning voor de baksteenindustrie. Hierdoor ontstonden enkele plassen.
In 2001 werd het gebied aangekocht door Utrechts Landschap.

## Flora en fauna
In het overgangsgebied van de Heuvelrug naar de lager gelegen Palmerswaard groeien bijzondere planten als pijpbloem, hopwarkruid en groot warkruid. Aan de voet van de steilrand komt schoon grondwater (=kwel) afkomstig van de Heuvelrug aan de oppervlakte. Door daling van het grondwaterpeil op de Heuvelrug is deze kwelstroom verminderd.
Het gebied wordt gekenmerkt door een grote landschappelijke afwisseling: wilgenstruwelen, riviermoeras, plassen, riet en ruigte. Naast de vele plantensoorten komen in het gebied zeldzame vogelsoorten voor zoals blauwborst, kwartelkoning en buidelmees. De oeverzwaluw en de ijsvogel broeden in de steile oevers van de gegraven kleiputten.